# Peramphithoe eoa
Peramphithoe eoa is een vlokreeftensoort uit de familie van de Ampithoidae. De wetenschappelijke naam van de soort is voor het eerst geldig gepubliceerd in 1907 door Brüggen.